# كوتي سارك (محطة مترو أنفاق لندن)
كوتي سارك (بالإنجليزية: Cutty Sark)‏ هي إحدى محطات مترو أنفاق لندن. تقع على خط قطار دوكلاندز الخفيف (فرع لويشام) أفتتحت في المنطقة (Zone) رقم 2 و3 أفتتحت في 03 ديسمبر 1999.

## معرض صور

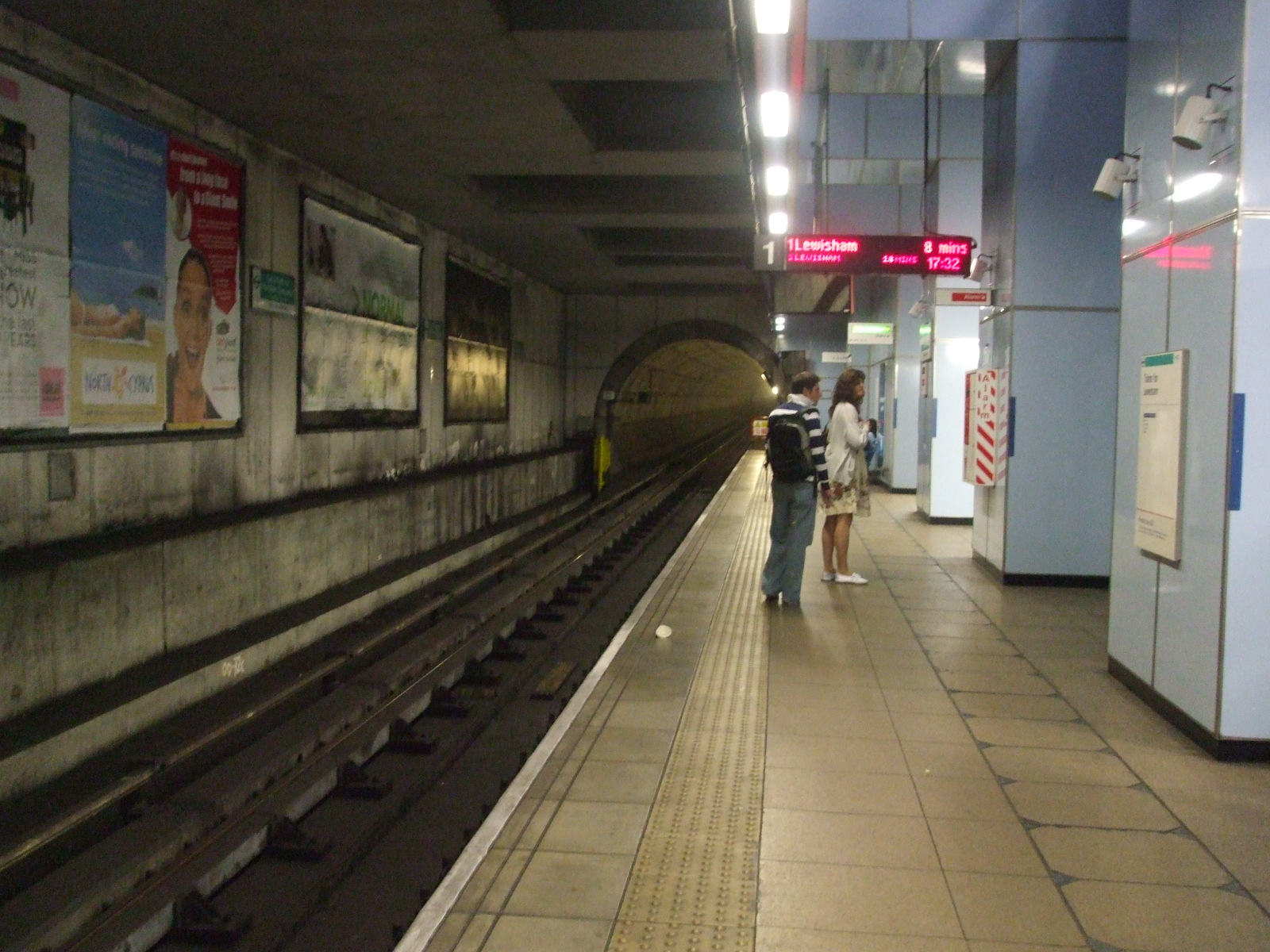
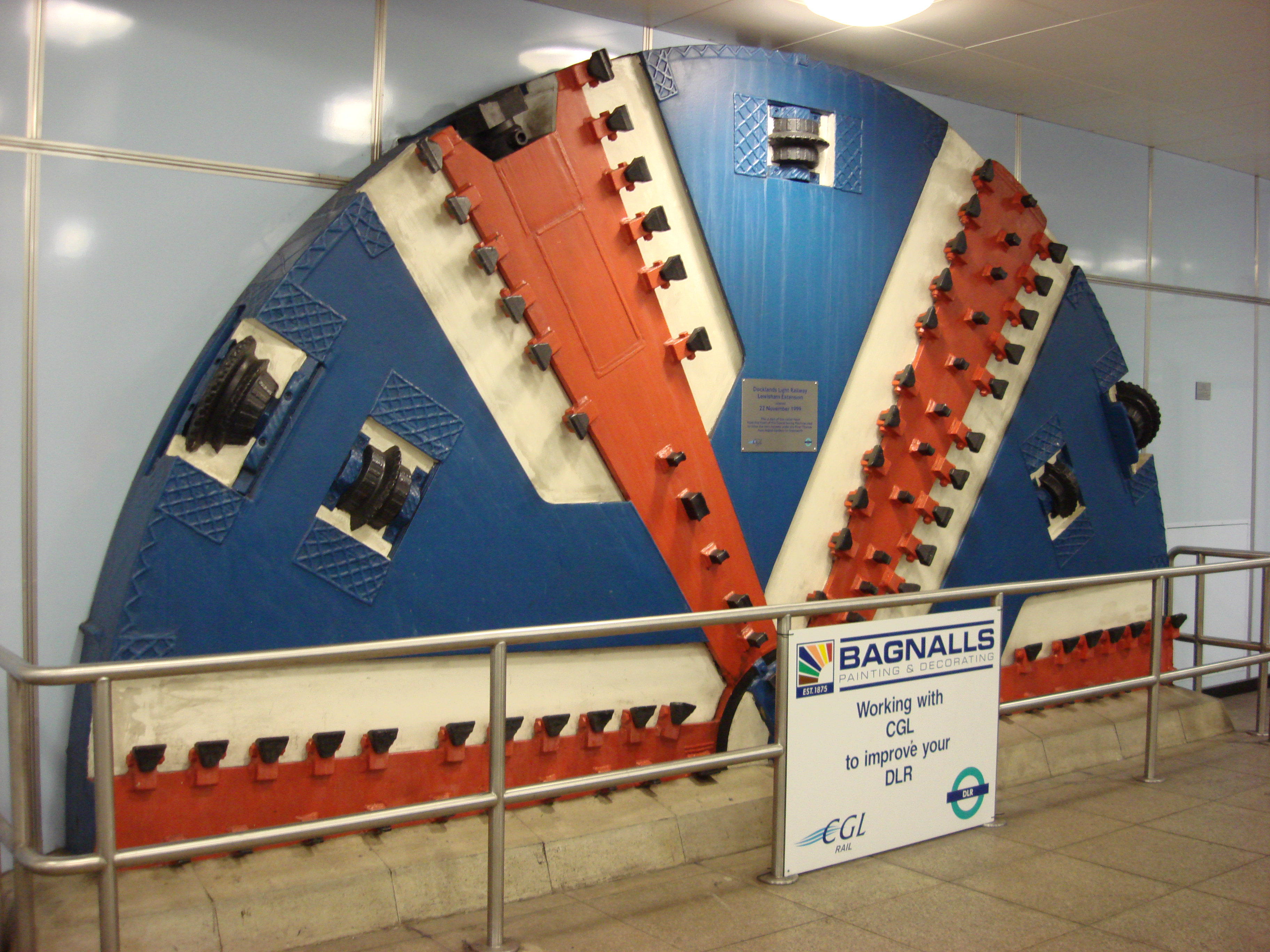
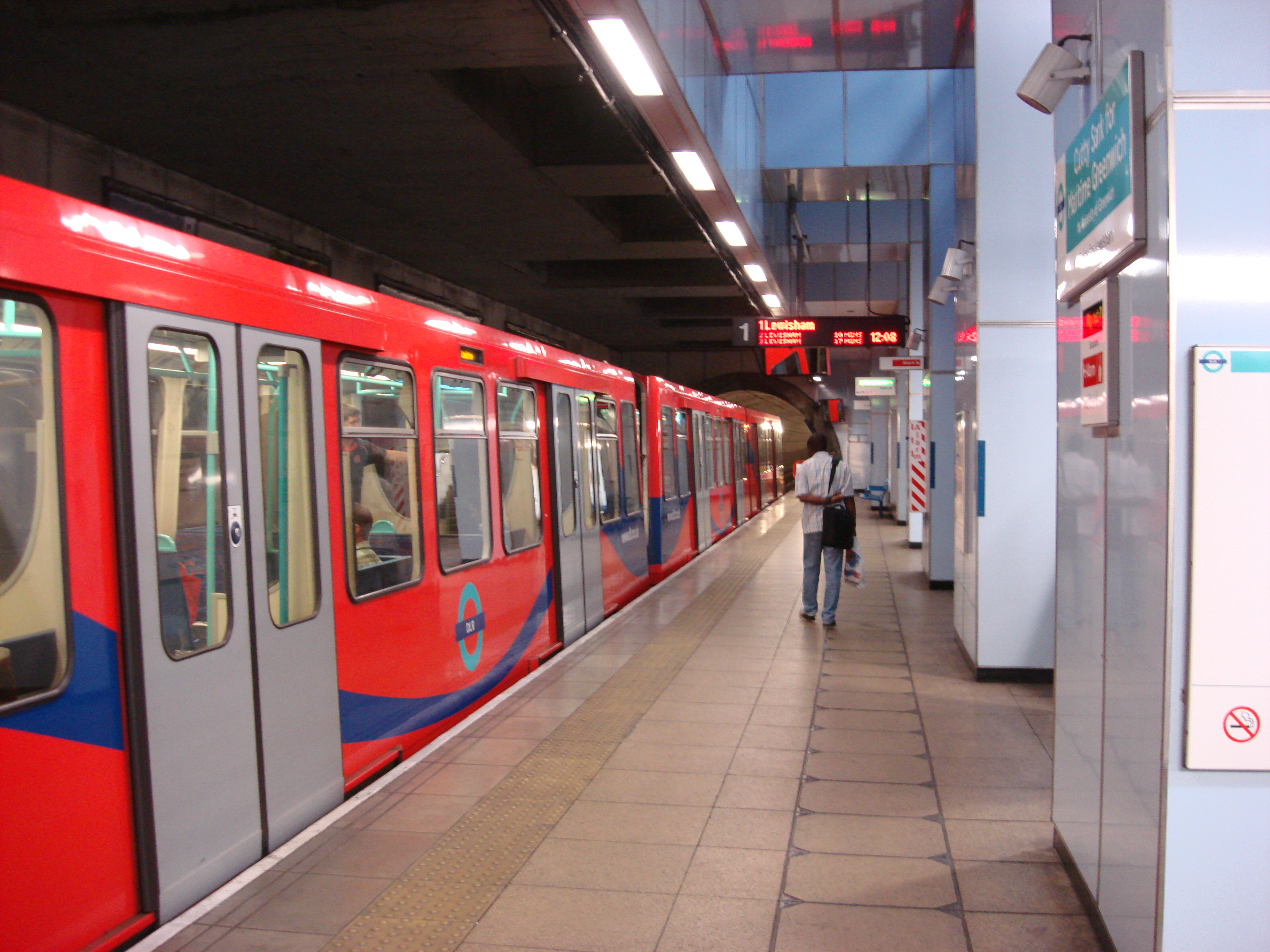
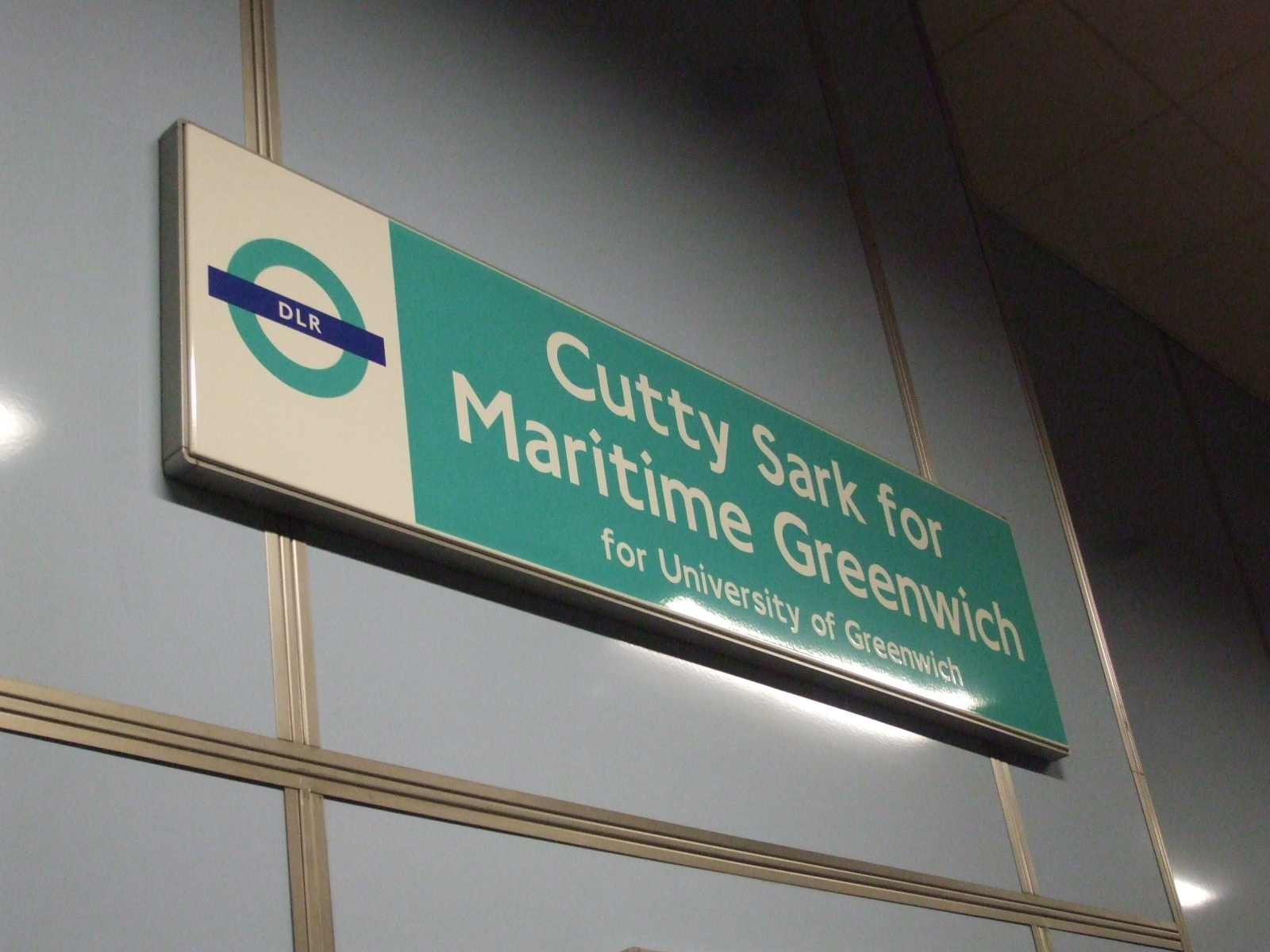